# アーカイブティップス
アーカイブティップス株式会社（英文名称: ArchiveTips Inc  ）は、東京都千代田区に本社を置くモーションキャプチャー及び科学技術研究機器の販売と導入におけるコンサルティングを行う企業である。

## 概要
世界の先端計測機器メーカーの日本総代理店として販売からサポートまで幅広く行う、販売・導入コンサルティング会社。モーションキャプチャー【Qualisys】をはじめワイヤレス筋電／慣性センサーシステム【COMETA】など世界で多くの導入実績がある様々な計測機器を扱っており、それらをニーズにあわせ同期しトータルシステムとして提案している。
その分野は広く、スポーツ科学、歩行解析、リハビリテーション、ロボット工学、制御工学、人間工学、水中工学、バーチャルリアリティーなど多岐にわたる。

## 主な製品
- モーションキャプチャー／三次元動作解析装置【Qualisys】

- ワイヤレス筋電／慣性センサー【COMETA】

- 脳機能マッピングNIRS【artinis】

- GPSパフォーマンスシステム【GPEXE】

- スマート呼気ガス分析装置【Dynostics】

- フォースプレート内蔵トレッドミル【Treadmetrix】
- ワイヤレス心電計【MEGA】
- フォースプレート／床反力計【BERTEC】
- 三次元動作解析ソフト【C-Motion】